# The Devil You Know (Rickie Lee Jones)
 The Devil You Know è un album della cantante statunitense Rickie Lee Jones,  pubblicato dalla casa discografica Concord Music Group il 18 settembre 2012.
L'album, ad eccezione del brano Masterpiece, contiene delle cover.

## Tracce
1. Sympathy For The Devil – 6:28
2. Only Love Can Break Your Heart – 3:54
3. Masterpiece – 4:28
4. The Weight – 6:32
5. St. James Infirmary – 2:19
6. Comfort You – 3:13
7. Reason To Believe – 5:18
8. Play With Fire – 3:44
9. Seems Like A Long Time – 3:54
10. Catch The Wind – 2:36